# Daniël Boissevain
Daniël Boissevain (ur. 29 czerwca 1969 w Amsterdamie) – holenderski aktor filmowy, teatralny i telewizyjny.
Ukończył szkołę teatralną Amsterdamse Toneelschool & Kleinkunstacademie w Amsterdamie. Debiutował na kinowym ekranie w dreszczowcu Angie (1993) jako starszy brat tytułowej bohaterki. Zagrał potem w komedii sportowej o piłce nożnej Drużyna Gwiazd (All Stars, 1997), serialu Zachodni wiatr (Westenwind, 1999), dramacie fantasy Odkrycie nieba (The Discovery of Heaven, 2001) u boku Stephena Fry jako zabójca Helgi, dramacie kryminalnym Piękna Bettien (Bella Bettien, 2002) w roli Beto, kochanka tytułowej bohaterki powiązanego z mafią narkotykową, telewizyjnym dramacie Los pędzlem malowany (Brush with Fate, 2003) z Ellen Burstyn, Glenn Close i Thomasem Gibsonem oraz dramacie sensacyjnym Łowcy umysłów (Mindhunters, 2004) u boku Cliftona Collinsa Jr., Vala Kilmera, Jonny’ego Lee Millera, Christiana Slatera, LL Cool J i Patricii Velasquez.
Występował z grupą teatralną Tevengebroed w spektaklach: Nabrzeże Piwne (Bierkaai, 1998), Ścinanie lasów (Kaalslag, 2000) i Aut! (Out!, 2002), a także w przedstawieniach: Trainspotting (1998), Ifigenia w Taurydzie (Iphigneia, 1998), Van Gogh w Het Toneel Speelt (2002) i Annie (2003).
Za kreację młodego muzyka Hermanusa „Hermana” Brooda, który w robieniu kariery wykorzystuje substytuty szczęścia, czyli seks, narkotyki i rock’n’roll w biograficznym dramacie muzycznym Dziki romans (Wild Romance, 2006) został uhonorowany holenderską nagrodą im. Rembrandta.